# Mount Glowa
Mount Glowa är ett berg i Antarktis. Det ligger i Västantarktis. Argentina, Chile och Storbritannien gör anspråk på området. Toppen på Mount Glowa är 767 meter över havet.
Terrängen runt Mount Glowa är huvudsakligen lite kuperad. Trakten är obefolkad. Det finns inga samhällen i närheten.